# Лаурилсаркозинат натрия
Лаурилсаркозинат натрия (англ. sodium lauroyl sarcosinate) — поверхностно-активное вещество, представляющее собой амфифильное вещество, применяющееся в качестве пенообразующего при производстве моющих средств, зубной пасты, косметики.
Лаурилсаркозинат натрия – получают из саркозина (метилглицин). Является анионным поверхностно активным веществом (ПАВ). 

## Физические свойства
Не горюч, в водных растворах образует стойкую пену. Цвет водного раствора лаурилсаркозината натрия — от прозрачного до жёлтого.

## Применение
Используется в качестве детергента в промышленности, фармакологии, косметологии. Наиболее распространённое поверхностно-активное вещество. Его включают в различные очищающие рецептуры, например, в зубные пасты, шампуни, моющие средства. Также используется в молекулярной биологии как ингибитор транскрипции ДНК.

## Влияние на здоровье
Не обладает раздражающим и сенсибилизирующим действием; может вызывать образование нитрозаминов; может усиливать впитывание других ингредиентов через кожу.